# أوليغ بيلوف
أوليغ بيلوف (بالروسية: Олег Белов)‏ هو لاعب هوكي الجليد روسي، ولد في 20 أبريل 1973 في موسكو في روسيا.

## وصلات خارجية
- أوليغ بيلوف على موقع دوري الهوكي الوطني (الإنجليزية)
- أوليغ بيلوف على موقع EliteProspects.com (الإنجليزية)
- أوليغ بيلوف على موقع Eurohockey.com (الإنجليزية)
- أوليغ بيلوف على موقع HockeyDB.com (الإنجليزية)